# Aspisoma ignitum
Aspisoma ignitum är en skalbaggsart som först beskrevs av Carl von Linné 1767.  Aspisoma ignitum ingår i släktet Aspisoma och familjen lysmaskar. Inga underarter finns listade i Catalogue of Life.